# Distrito electoral de Vienna n.º 2
Vienna No. 2 (en inglés: Vienna No. 2 Precinct) es un distrito electoral ubicado en el condado de Johnson en el estado estadounidense de Illinois. En el Censo de 2010 tenía una población de 937 habitantes y una densidad poblacional de 16,01 personas por km².

## Geografía
Vienna No. 2 se encuentra ubicado en las coordenadas 37°22′39″N 88°51′18″O / 37.37750, -88.85500. Según la Oficina del Censo de los Estados Unidos, Vienna No. 2 tiene una superficie total de 58.54 km², de la cual 58.21 km² corresponden a tierra firme y (0.58%) 0.34 km² es agua.

## Demografía
Según el censo de 2010, había 937 personas residiendo en Vienna No. 2. La densidad de población era de 16,01 hab./km². De los 937 habitantes, Vienna No. 2 estaba compuesto por el 96.69% blancos, el 0.85% eran afroamericanos, el 0.11% eran amerindios, el 0.32% eran asiáticos, el 0% eran isleños del Pacífico, el 0.11% eran de otras razas y el 1.92% pertenecían a dos o más razas. Del total de la población el 1.71% eran hispanos o latinos de cualquier raza.